# Omikron Sagittarii
Omikron Sagittarii (ο  Sagittarii, förkortat Omikron Sgr, ο  Sgr) som är stjärnans Bayerbeteckning, är en dubbelstjärna belägen i den mellersta delen av stjärnbilden Skytten. Den har en skenbar magnitud på 3,77 och är synlig för blotta ögat. Baserat på parallaxmätning inom Hipparcosuppdraget på ca 23 mas, beräknas den befinna sig på ett avstånd av ca 142 ljusår (ca 44 parsek) från solen. Då den befinner sig nära ekliptikan, kan Omikron Sagittarii ockulteras av månen och, mycket sällan, av planeter. Den senaste ockultationen av en planet inträffade den 24 december 1937, när den ockulterades av Merkurius.

## Egenskaper
Primärstjärnan i Omikron Sagittarii är en orange till röd jättestjärna av spektralklass K0 III. Den har en massa som är ca 2,1 gånger större än solens massa och avger från dess fotosfär ca 96 gånger mera energi än solen vid en effektiv temperatur på ca 4 760 K.
Omikron Sagittarii har en svag följeslagare, Omikron Sagittarii B, av 13:e magnituden, som är separerad med 36 bågsekunder.